# Ochta
Ochta (ros: Охта) – rzeka w północno-zachodniej Rosji w obwodzie leningradzkim. Długość ok. 99 km, powierzchnia dorzecza ok. 768 km². Ochta jest najdłuższym prawym dopływem Newy.